# Kassler
Il Kassler o Kasseler, nella cucina tedesca, è il nome con cui si indica un taglio di carne suina salato (stagionato) e leggermente affumicato.

## Tipologie
Il Kassler può essere affumicato sia a caldo che a freddo. La lombata e i collo del suino sono i tagli maggiormente usati, sebbene le costine, le spalle e la pancia costituiscono ulteriori parti utilizzate. Viene spesso servito con i crauti e con il purè di patate. Oltre a quello di carne suina, anche il 'Kasseler' a base di pollo è reperibile presso alcune macellerie.

## Storia e diffusione
Non è chiaro da dove derivi il nome del piatto. Si afferma spesso che il nome sia derivato da un macellaio di Berlino di nome Cassel, il quale preparò il taglio di carne nel tardo diciannovesimo secolo. Tuttavia l'anagrafe della città del diciannovesimo secolo, non riporta nessun macellaio di nome Cassel o Kassel che abbia mai vissuto a Berlino. Analogamente non è possibile dimostrare che il termine kasseler derivi dal nome della città tedesca di Kassel.
In Finlandia, qualsiasi parte del collo del maiale viene chiamato kassler.
Un piatto simile, l'hamburgerryg, viene mangiato in Danimarca ed in questa variante la carne viene bollita. Tale specialità è spesso servita con qualche cucchiaio di miele o mostarda. 
In Norvegia l'hamburgerrygg è affumicato, mentre la variante non affumicata è chiamata benfri svinekam.